# Популярная психология
Популярная психология — это системы и практики, претендующие на связь с научной психологией, которые завоевали популярность среди широкого круга людей.
В англоязычной литературе популярную психологию часто называют сокращённо: поп-психология. Русскоязычные авторы проводят различие между популярной психологией и поп-психологией: популярная психология призвана переводить полученные наукой данные, известные профессиональному меньшинству, на язык непрофессионального большинства, тогда как поп-психология носит коммерческий характер и способствует формированию негативного отношения к популярной психологии у многих профессиональных психологов.
Поп-психология отлична от популяризации психологической науки (популярного изложения результатов научной психологии). Основными отличительными признаками поп-психологии являются:
- Простой язык, понятный широкой публике.
- Отсутствие верификации (эмпирической проверки) и критической позиции по отношению к теориям.
- Практически неограниченная область применения.
- Поп-психология опирается, в основном, на жизненный опыт автора и иногда на упрощённую трактовку научных данных.
- Готовые однозначные ответы на психологические проблемы в виде рецептов.
- Отсутствие границы между научным и ненаучным знанием (например, в одном направлении смешиваются научные психологические понятия и карма, аура и тому подобные).

Упрощённая трактовка научных данных в поп-психологии нередко приводит к искажению изначальной информации, тогда как популярная психология способствует развитию академической психологии.
В России неоднократно начинали выходить журналы по популярной психологии, предназначенные для широкой публики и ставившие целью отвлечь внимание читательской аудитории от поп-психологии. Однако практически все подобные проекты завершились фиаско. В настоящее время жанр популярной психологии распространён на различных интернет-ресурсах.